# Diamante Promesa de Lesoto

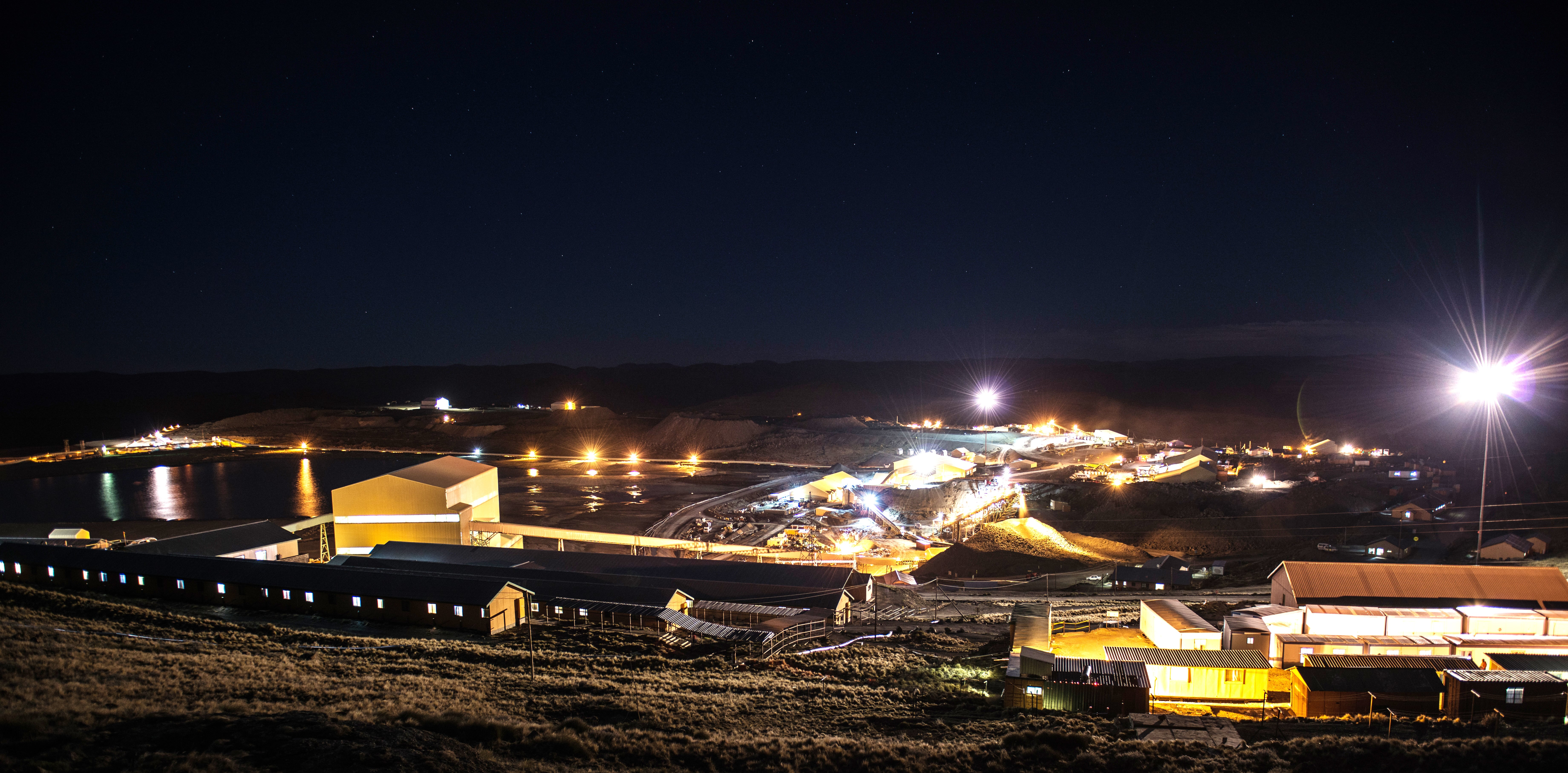
Mina de diamantes de Letseng (Lesoto)

Promesa de Lesoto (nombre original en inglés, "Lesotho Promise"), es un diamante de 603 quilates (121 g) de color excepcional, encontrado el 22 de agosto de 2006 en la mina de diamantes de Letseng, en el reino montañoso de Lesoto. Anunciado el 4 de octubre de 2006, fue el mayor hallazgo registrado hasta entonces en el siglo XXI y el decimoquinto diamante más grande jamás encontrado. La piedra se clasificó en el tipo 'D', la banda de color superior para los diamantes.
Se vendió en una subasta celebrada el 9 de octubre de 2006 en Amberes, Bélgica, por 12,4 millones de dólares. El comprador, The South African Diamond Corporation (SAFDICO), esperaba vender el diamante por más de 20 millones de dólares después de tallarlo.
En julio de 2007 se presentaron las piedras terminadas. La gema más grande tallada del cristal es una pieza de 75 quilates (15,0 g) en forma de pera, y la más pequeña, un brillante redondo de 0,55 quilates (0,1 g). En total, se tallaron veintiséis piedras de la gema en bruto: siete en forma de pera, cuatro en talla esmeralda, trece brillantes redondos y una en forma de corazón. Las gemas terminadas suman un total de 224 quilates (44,8 g).
El diamante Marrón de Lesoto (generalmente conocido simplemente como Lesoto), con 601 quilates (120 g), fue el diamante más grande encontrado previamente en la mina.